# Băzăn
Băzăn (bulgariska: Бъзън) är ett distrikt i Bulgarien.   Det ligger i kommunen Obsjtina Vetovo och regionen Ruse, i den nordöstra delen av landet, 250 km nordost om huvudstaden Sofia.